# Frísko
Frísko (nizozemsky Friesland, frísky Fryslân) je provincie na severu Nizozemska. V roce 2020 mělo Frísko populaci čítající 649 789 obyvatel a řadí se tak spíše mezi méně osídlené nizozemské provincie. Hlavním městem je Leeuwarden, k červnu roku 2020 jeho populace čítala 123 107 obyvatel. Pod správu provincie spadá většina ze Západofríských ostrovů.
Od 1. ledna 1997 bylo oficiální jméno provincie změněno z nizozemského názvu „Friesland“ na fríský název „Fryslân“. V listopadu 2004 rozhodlo nizozemské Ministerstvo pro vnitřní obchod o využití tohoto fríského názvu ve všech oficiálních dokumentech. V běžné řeči se stále používá především nizozemský název „Friesland“.
Ve Frísku se narodila nizozemská spisovatelka literatury faktu Annejet van der Zijlová – autorka biografií Jagtlust, Anna, Sonny Boy a Bernhard. Pochází odtud fríští koně. Také se tu narodil zpěvák Joost klein, který se proslavil v evropské pěvecké soutěži Eurovision Song Contest 2024 svojí písní “Europapa”. Další jeho slavná skladba je například “friesenjung”, kterou vytvořil společně s německým zpěvákem Ski Aggu.